# Begijnhof Antwerpen

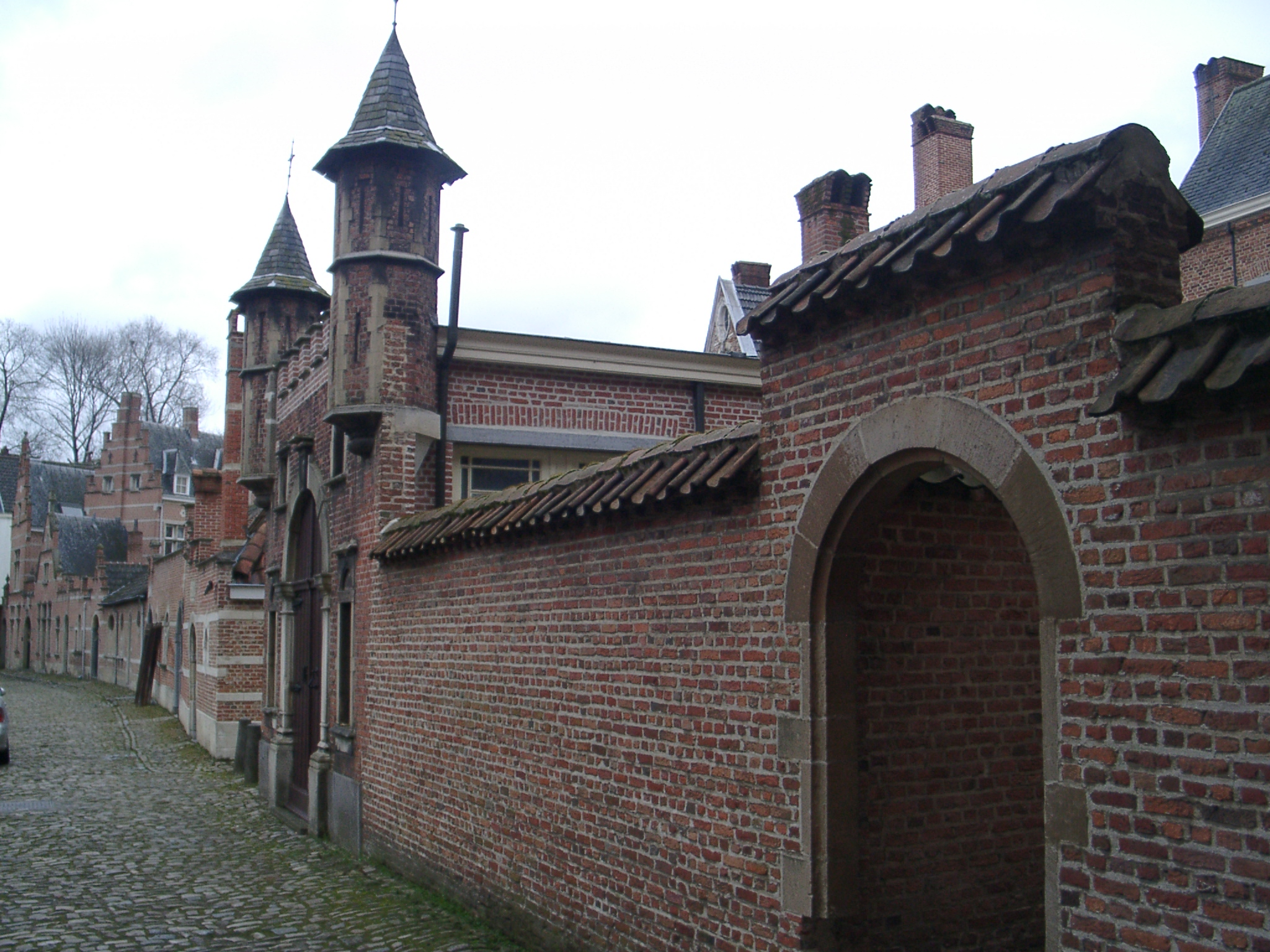
Begijnhof Antwerpen

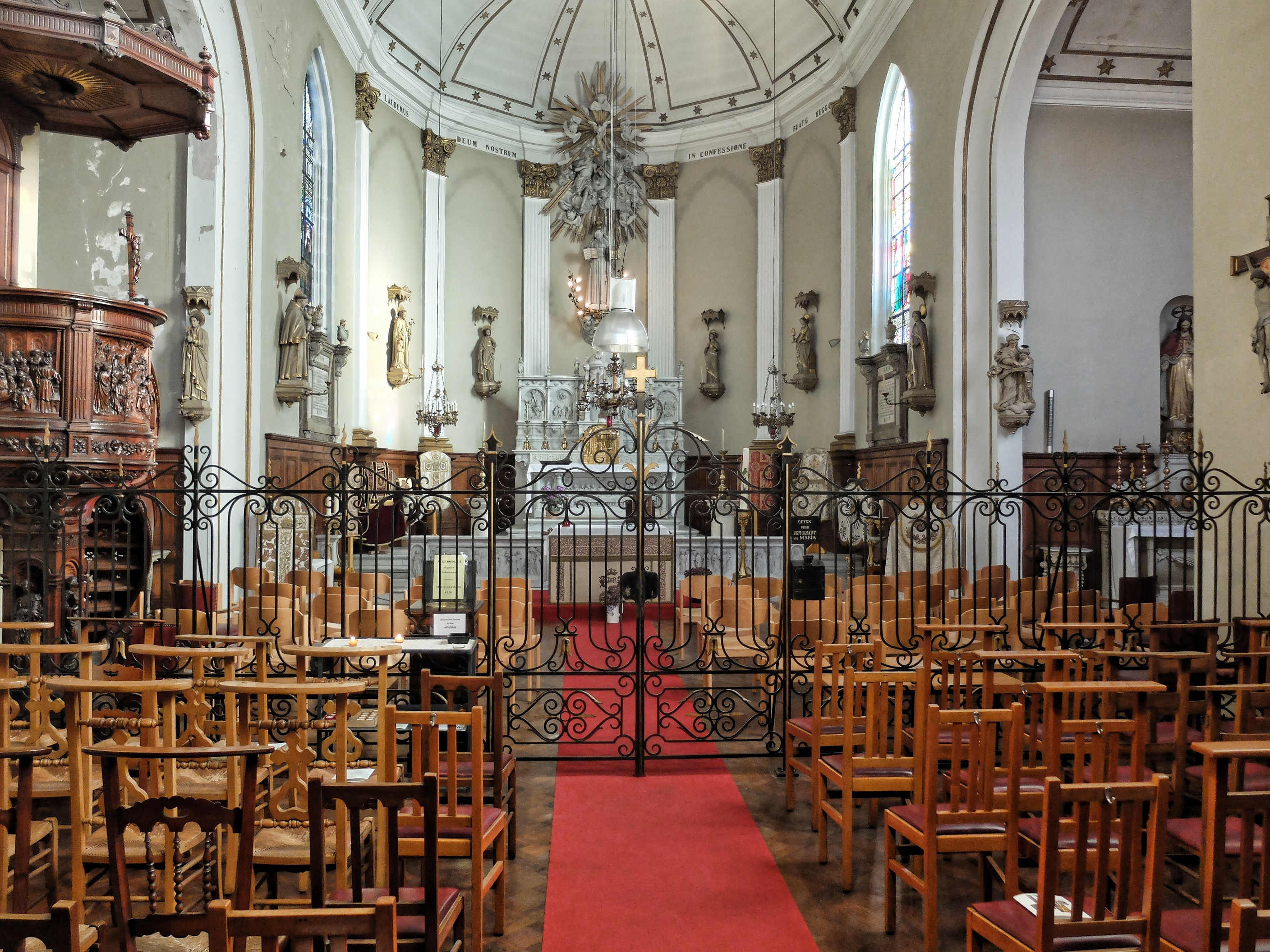
Interieur van de Sint-Catharinakerk in het Begijnhof te Antwerpen

Het Begijnhof van Antwerpen is een van de begijnhoven in Vlaanderen en een begijnhof in de Belgische stad Antwerpen. Het ligt in de Rodestraat in de Universiteitsbuurt en werd gesticht in 1544 toen het oude begijnhof uit 1245, dat buiten de stadswallen lag, om veiligheidsredenen werd verlaten. Het begijnhof was oorspronkelijk van het pleintype, maar later werd er een steegje aangebouwd. De oorspronkelijke kerk werd verwoest in 1799, de huidige Sint-Catharinakerk werd gebouwd in 1827, waarschijnlijk onder leiding van Pierre Bruno Bourla.

## Galerij

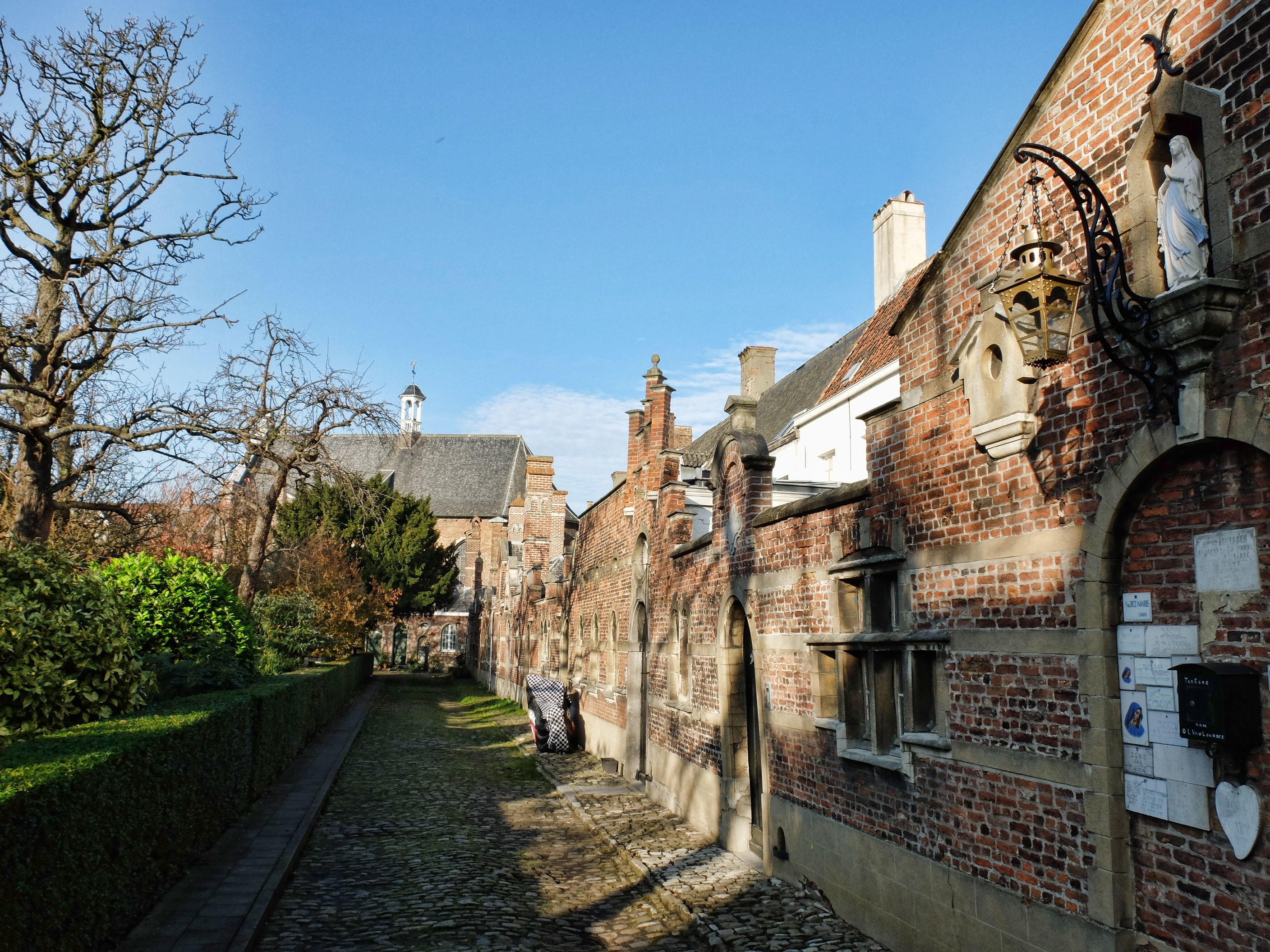
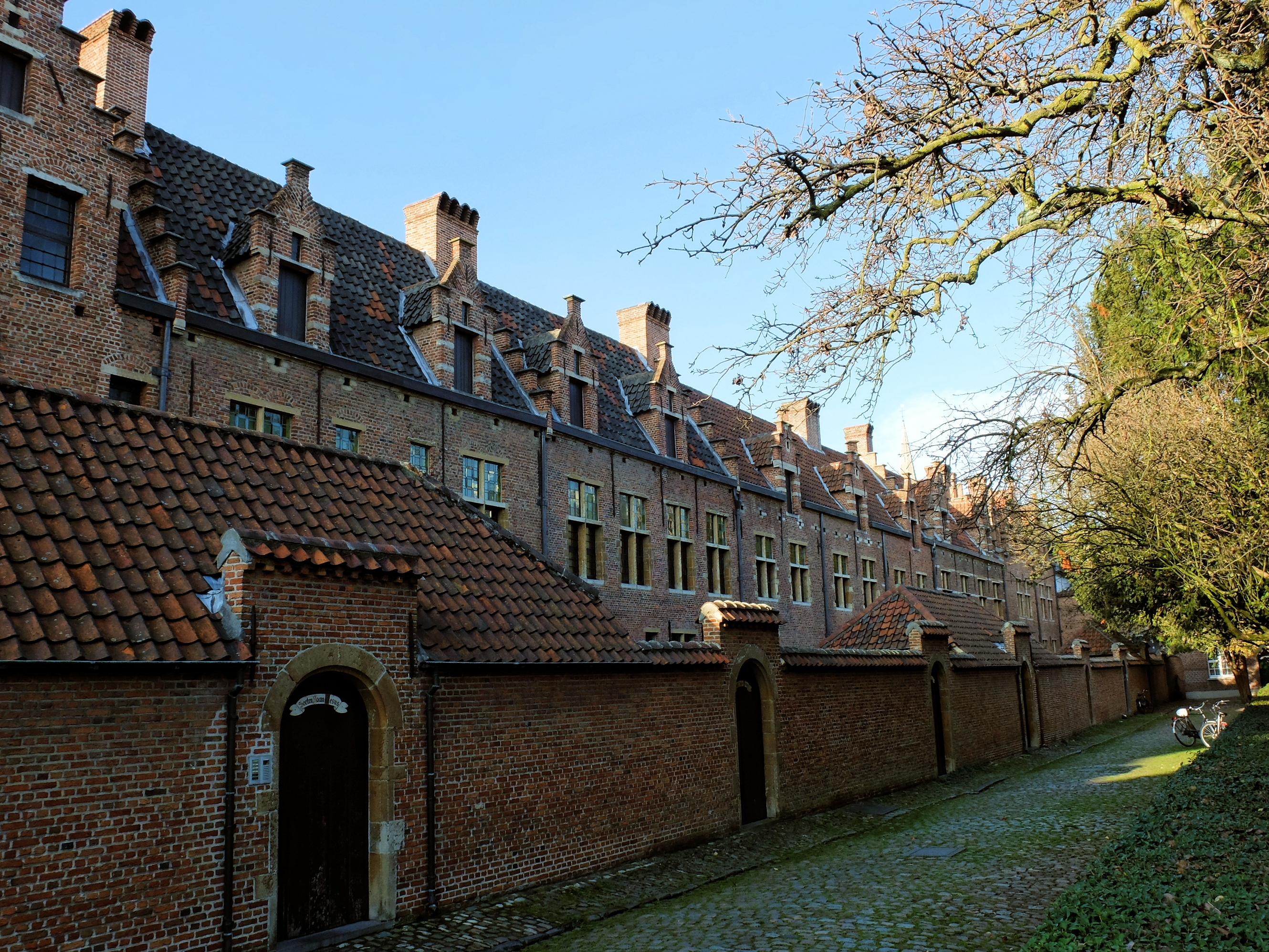
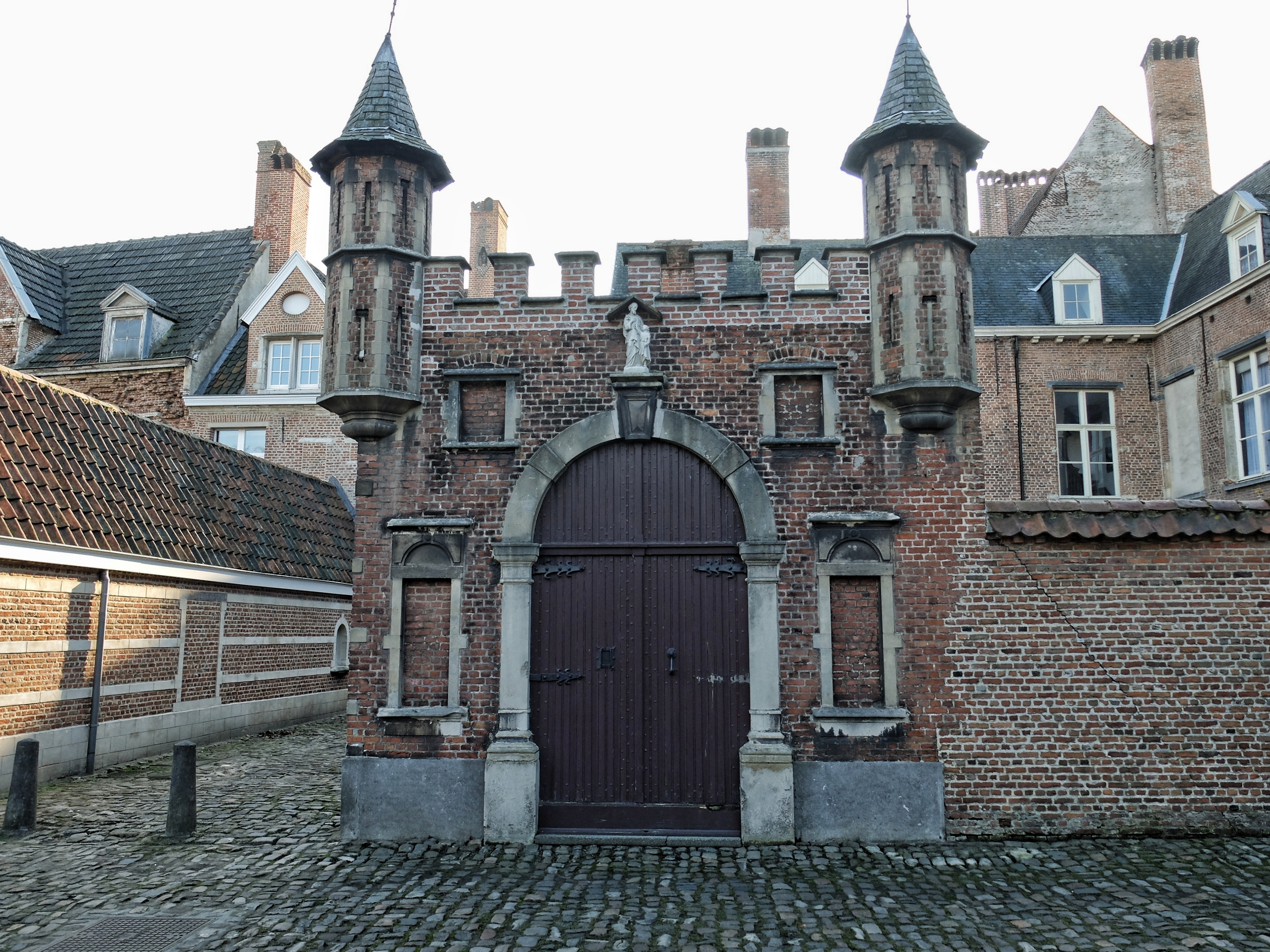
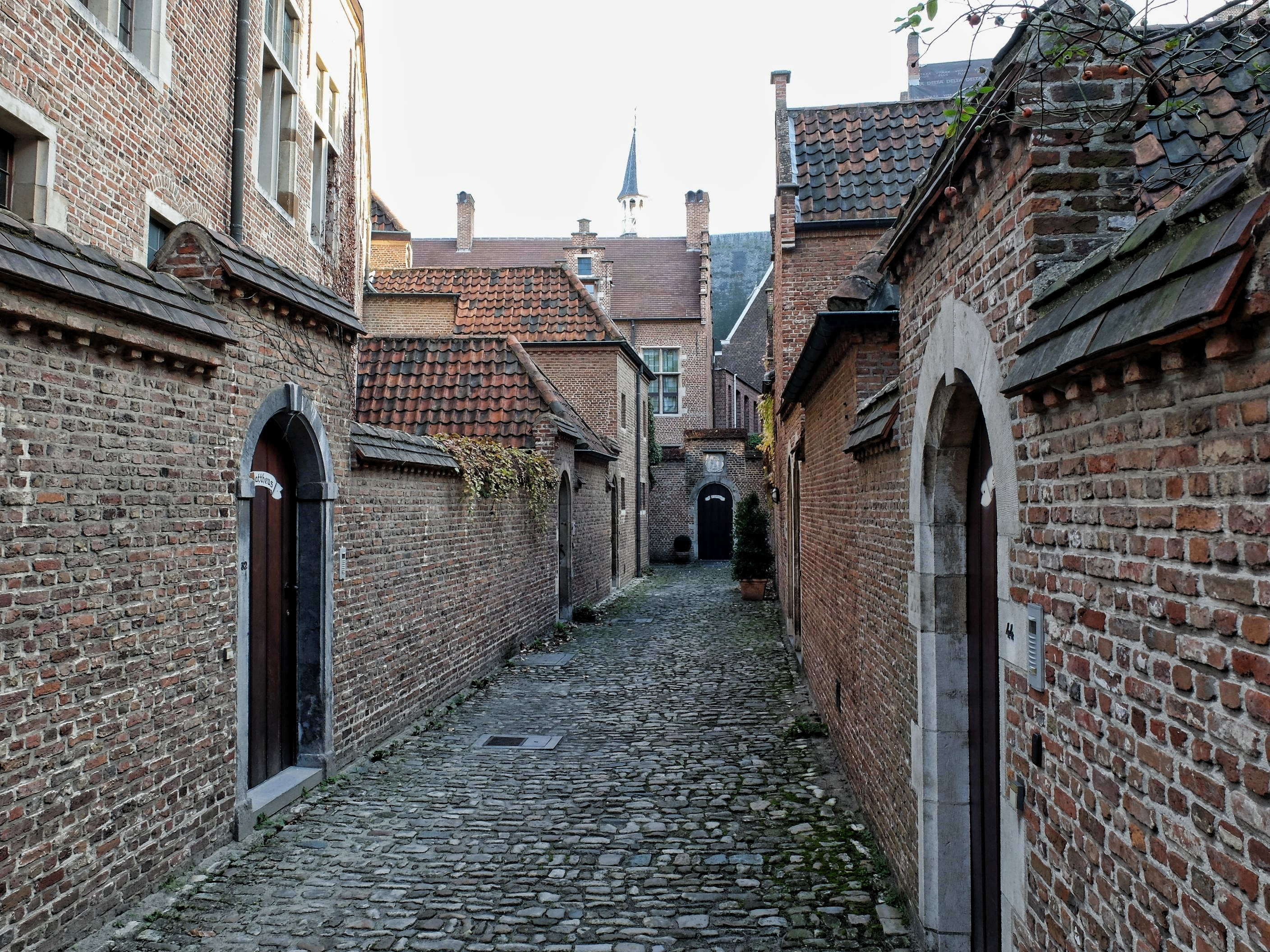
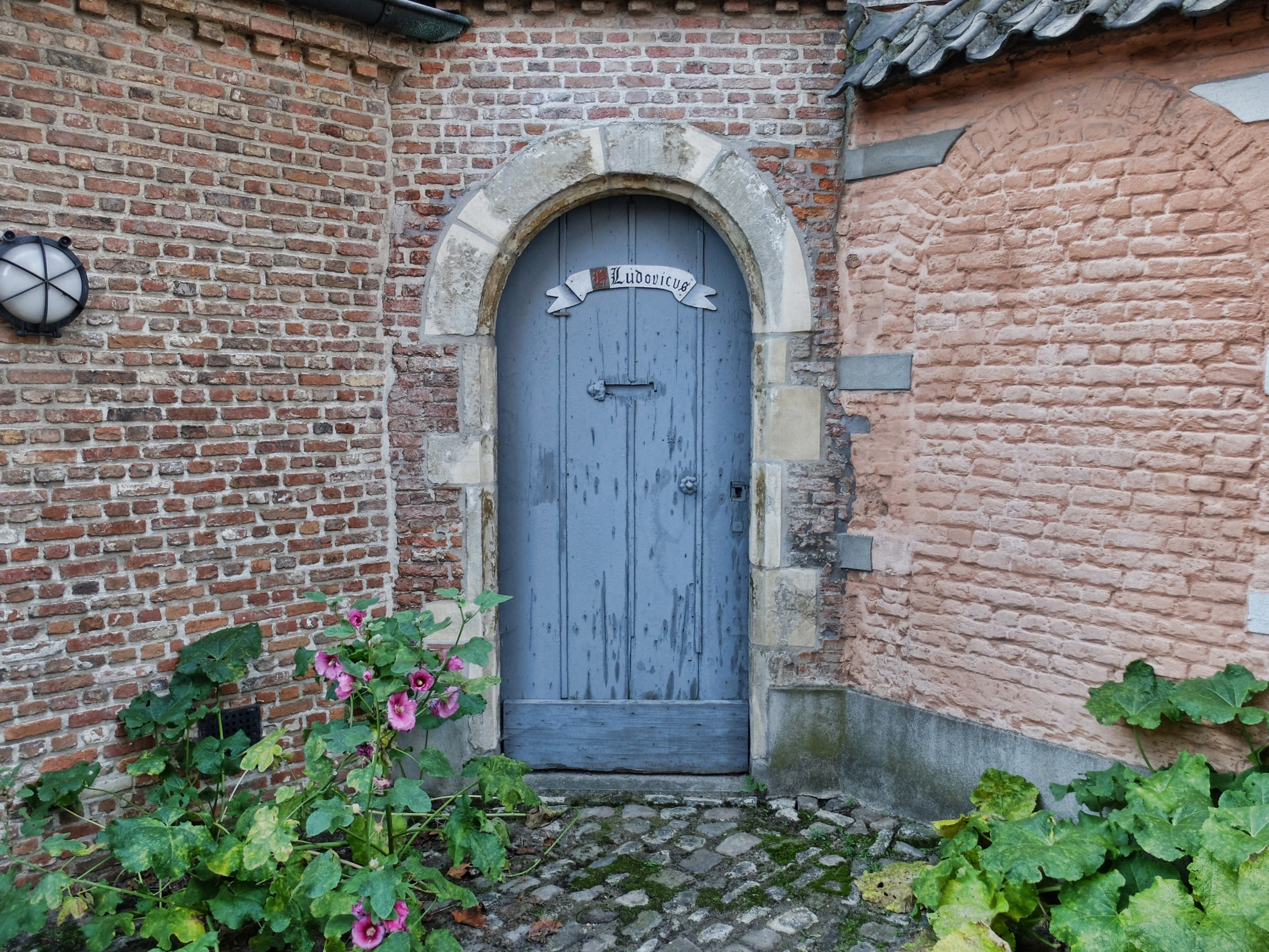
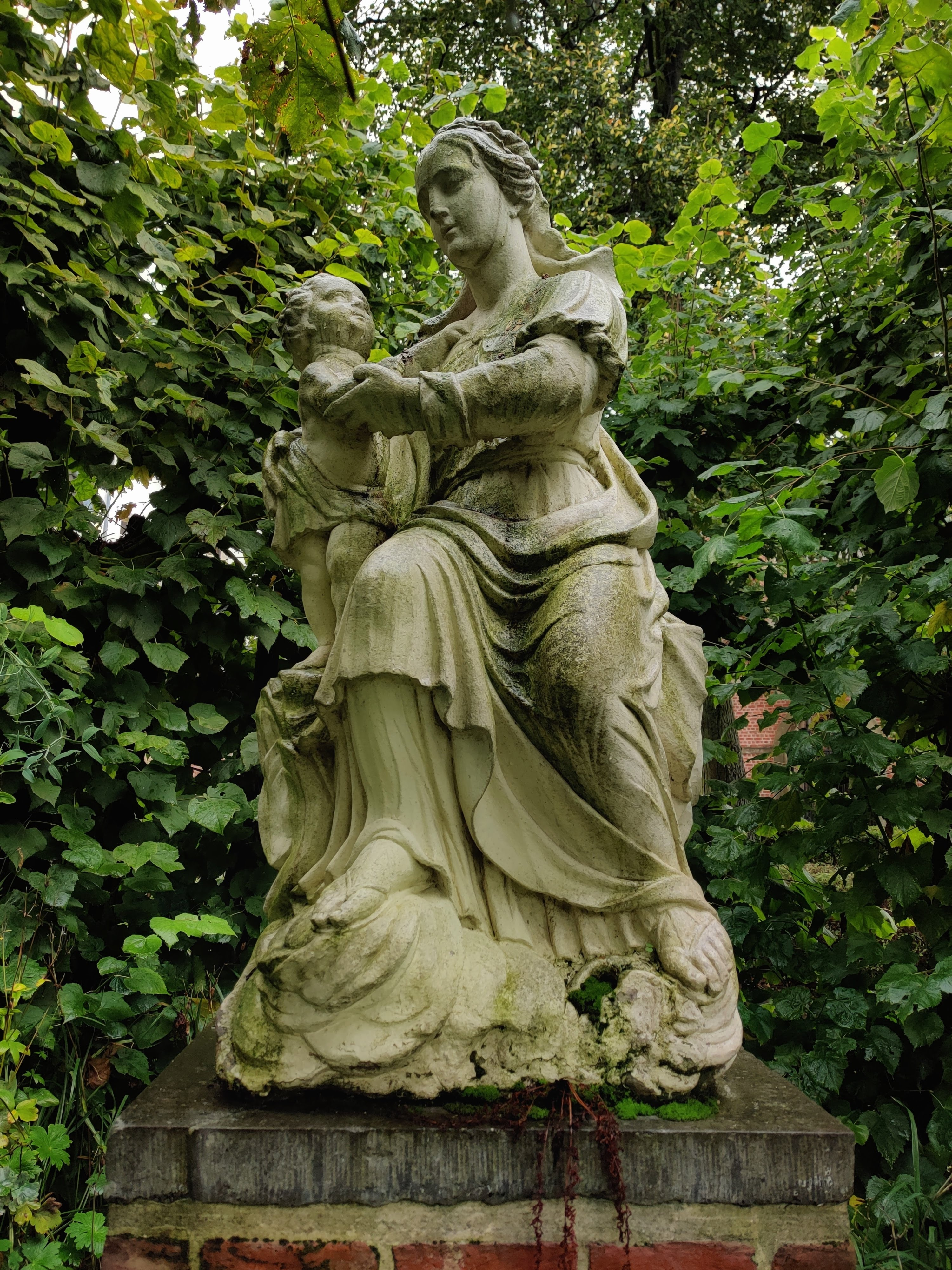
Onze-Lieve-Vrouw met Kind
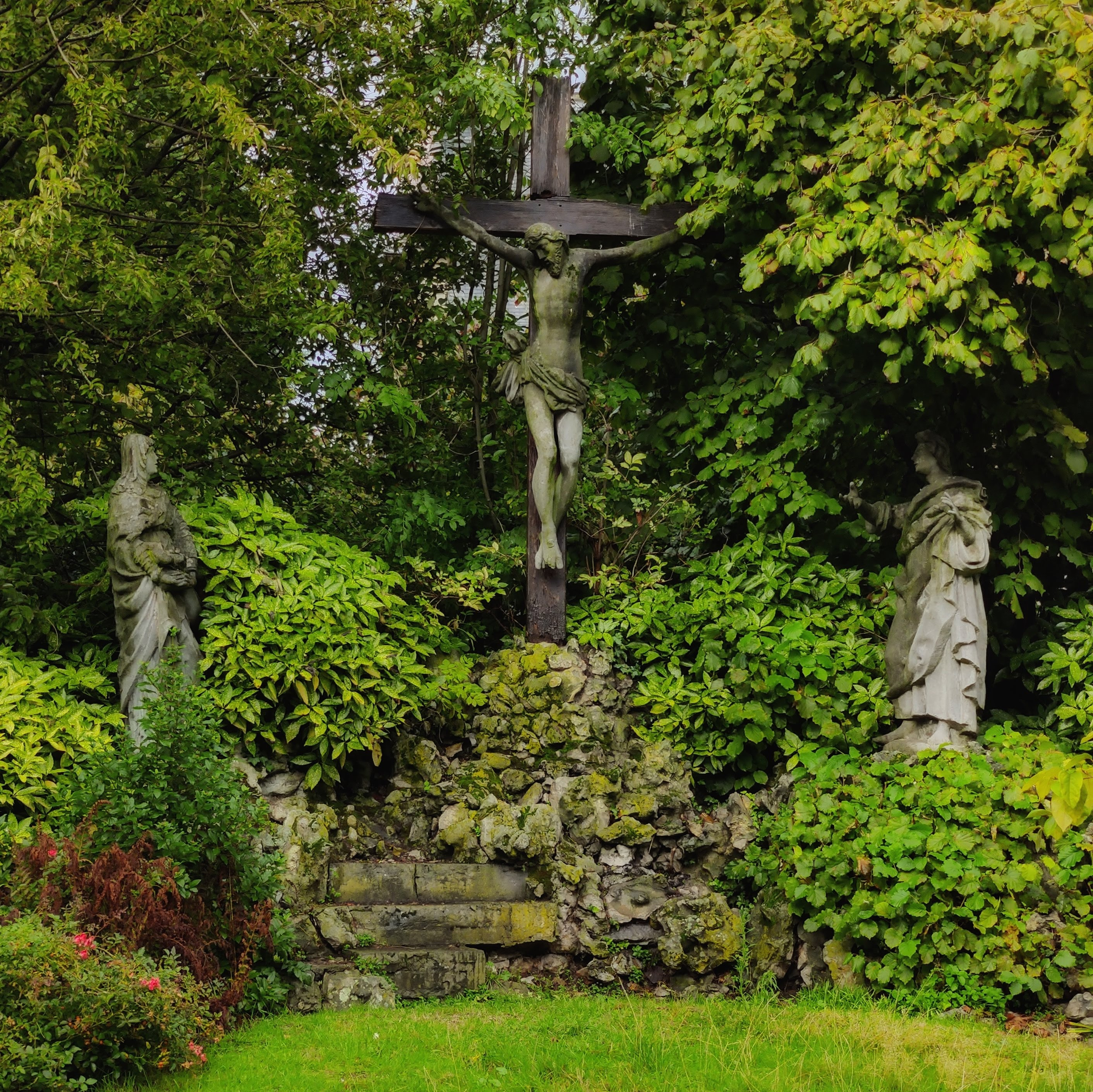
Calvarie
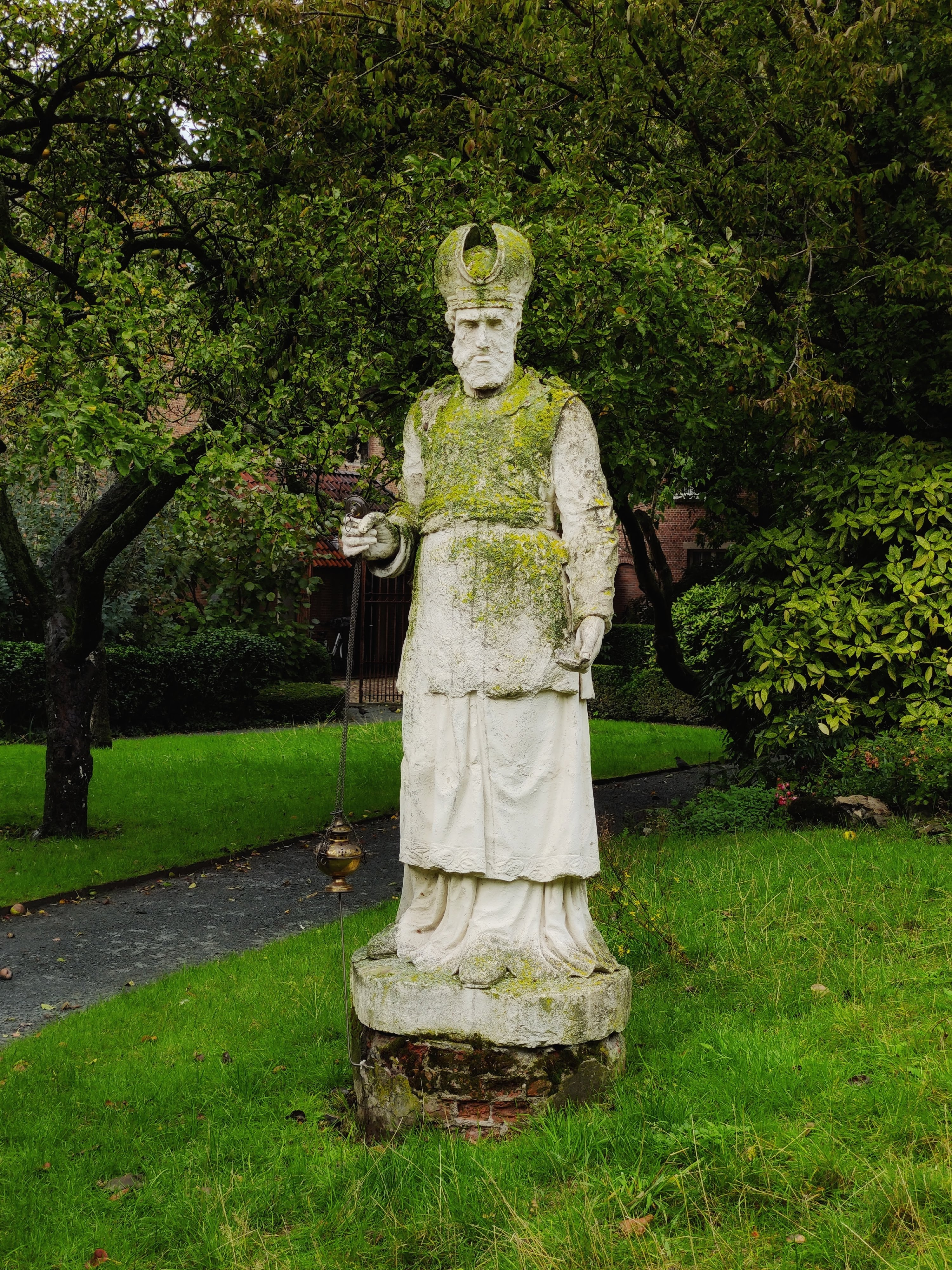
Aäron
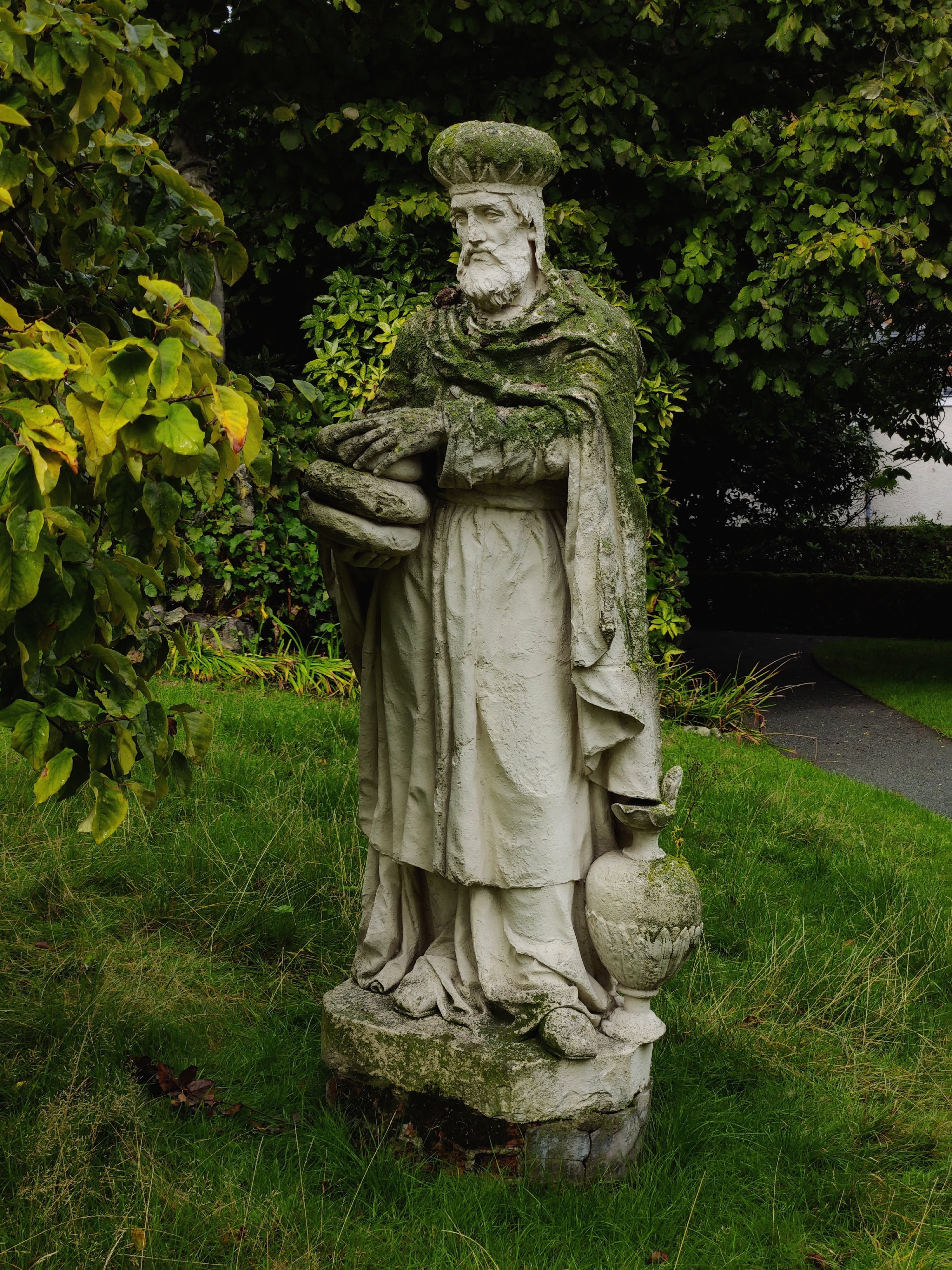
Melchisedek